# Gero
Gero (下呂市 Gero-shi?) es una ciudad de la prefectura de Gifu, Japón, localizada en la parte central de la isla de Honshū, en las regiones de Chūbu y Tōkai. Tiene una población estimada, al 1 de octubre de 2020, de 30,443 habitantes.

## Geografía
Gero se encuentra en el centro-este de la prefectura de Gifu. El río Hida y el río Maze corren por la ciudad. Más del 91% del área de la ciudad está cubierta por montañas y bosques. Gran parte de la ciudad se encuentra dentro de los límites del parque cuasi nacional Hida-Kisogawa. El volcán, monte Ontake, se encuentra en Gero.

## Historia
El área alrededor de Gero era parte de la antigua provincia de Hida. Durante el período Edo, era parte del tenryō controlado directamente por el shogunato Tokugawa. Durante las reformas catastrales posteriores a la restauración Meiji, el área fue organizada en el distrito de Mashita, Gifu. El pueblo de Gero se creó el 1 de julio de 1889 con el establecimiento del sistema de municipios modernos. Fue elevado al estatus de ciudad el 1 de enero de 1925. Gero se fusionó con los pueblos de Hagiwara, Kanayama y Osaka, y la aldea de Maze (todos del distrito de Mashita) el 1 de marzo de 2004 para formar la ciudad actual.

## Economía
La principal industria de Gero es el turismo. Es conocido en todo Japón por sus onsen, que son mencionados incluso en el Shoku Nihongi del período Nara. Gero tiene muchos hoteles que pueden visitar los huéspedes que buscan alojamiento cerca de las aguas termales. La silvicultura y la agricultura también juegan un papel importante en la economía local.

## Demografía
Según los datos del censo japonés, la población de Gero ha disminuido constantemente en los últimos 40 años.
| Gráfica de evolución demográfica de Gero entre 1950 y 2020 |
|                                                            |
| Oficina de Estadística de Japón                            |

### Clima
La ciudad tiene un clima caracterizado por veranos cálidos y húmedos e inviernos suaves (Cfa en la clasificación climática de Köppen). La temperatura media anual en Gero es de 13.0 °C. La precipitación media anual es de 2103 mm siendo septiembre el mes más húmedo. Las temperaturas son más altas en promedio en agosto, alrededor de 26.0 °C, y más bajas en enero, alrededor de 0.5 °C.
| Parámetros climáticos promedio de Gero | Parámetros climáticos promedio de Gero | Parámetros climáticos promedio de Gero | Parámetros climáticos promedio de Gero | Parámetros climáticos promedio de Gero | Parámetros climáticos promedio de Gero | Parámetros climáticos promedio de Gero | Parámetros climáticos promedio de Gero | Parámetros climáticos promedio de Gero | Parámetros climáticos promedio de Gero | Parámetros climáticos promedio de Gero | Parámetros climáticos promedio de Gero | Parámetros climáticos promedio de Gero | Parámetros climáticos promedio de Gero |
| Mes                                    | Ene.                                   | Feb.                                   | Mar.                                   | Abr.                                   | May.                                   | Jun.                                   | Jul.                                   | Ago.                                   | Sep.                                   | Oct.                                   | Nov.                                   | Dic.                                   | Anual                                  |
| -------------------------------------- | -------------------------------------- | -------------------------------------- | -------------------------------------- | -------------------------------------- | -------------------------------------- | -------------------------------------- | -------------------------------------- | -------------------------------------- | -------------------------------------- | -------------------------------------- | -------------------------------------- | -------------------------------------- | -------------------------------------- |
| Temp. máx. media (°C)                  | 4.9                                    | 6.3                                    | 10.5                                   | 17.4                                   | 22.4                                   | 25.6                                   | 29.4                                   | 30.9                                   | 26                                     | 20                                     | 14.2                                   | 8.1                                    | 18                                     |
| Temp. media (°C)                       | 0.5                                    | 1.6                                    | 5.2                                    | 11.4                                   | 16.4                                   | 20.7                                   | 24.8                                   | 26                                     | 21.5                                   | 14.9                                   | 8.9                                    | 3.5                                    | 13                                     |
| Temp. mín. media (°C)                  | -3.8                                   | -3.1                                   | 0                                      | 5.5                                    | 10.5                                   | 15.9                                   | 20.3                                   | 21.1                                   | 17                                     | 9.9                                    | 3.7                                    | -1                                     | 8                                      |
| Precipitación total (mm)               | 98                                     | 92                                     | 141                                    | 175                                    | 172                                    | 275                                    | 287                                    | 241                                    | 273                                    | 153                                    | 101                                    | 95                                     | 2103                                   |
| Fuente:                                |                                        |                                        |                                        |                                        |                                        |                                        |                                        |                                        |                                        |                                        |                                        |                                        |                                        |

## Ciudades hermanas
Gero está hermanada con:
- Hodatsushimizu, Japón;
- Ichinomiya, Japón;
- Ketchikan, Alaska, EE. UU.
- Pensacola, Florida, EE. UU.
- Salesópolis, São Paulo, Brasil.